# Toshmuhammad Sarimsoqov
Tashmuhamed Alievich Sarimsoqov (en uzbeko: Тошмуҳаммад Алиевич Саримсоқов, en ruso: Ташмухамед Алиевич Сарымсаков; Shahrixon, Imperio ruso, 22 de agostojul./ 4 de septiembre de 1915greg. - Taskent, Uzbekistán, 17 de diciembre de 1995) fue un matemático, profesor universitario y político soviético de etnia uzbeka que se desempeñó como presidente de la Academia de Ciencias de la República Socialista Soviética de Uzbekistán de 1947 a 1952.

## Biografía

### Infancia y juventud
Sarimsoqov nació en Shahrixon —en esa época parte del Imperio ruso, actualmente situado en la provincia de Andillán en Uzbekistán— en el seno de una familia uzbeka. En 1931 se graduó en una escuela secundaria rusa en Kokand; Posteriormente se matriculó en la Universidad Estatal de Asia Central. Donde fue uno de los primeros alumnos de Vsévolod Romanovski. Después de graduarse en la Facultad de Física y Matemáticas de la universidad en 1936, permaneció en la universidad, donde realizó estudios de posgrado. Paralelamente se desempeñó como asistente y profesor asociado. Después de servir brevemente en el Ejército Rojo, regresó a la universidad en 1942 para defender su tesis doctoral. Ese mismo año recibió el título de Doctor en Ciencias Físicas y Matemáticas.
En 1944, se afilió al Partido Comunista y fue diputado de la III Convocatoria del Sóviet Supremo de la Unión Soviética.

### Carrera
En 1943 se convirtió en rector de la universidad y ocupó ese cargo hasta junio de 1944. Cuando se fundó la Academia de Ciencias de la RSS de Uzbekistán en 1943, se convirtió en su vicepresidente y en 1947 asumió el puesto de presidente de la institución, ocupó este cargo hasta 1952. Luego volvió a ser rector de la Universidad Estatal de Asia Central, donde permaneció hasta 1958. De 1959 a 1971 se desempeñó como ministro de educación superior de la RSS de Uzbekistán antes de volver a ser nuevamente rector de la universidad, que pasó a llamarse Universidad Estatal de Taskent en 1960.
En 1983 volvió a trabajar en la Academia de Ciencias  y en 1988 se convirtió en asesor del Presídium de la Academia de Ciencias. Sus principales áreas de estudio fueron la probabilidad, la estadística y el análisis funcional. Durante su carrera fue autor de más de 170 artículos académicos. Su trabajo sobre la teoría de las cadenas de Markov no homogéneas se cita en numerosos artículos académicos modernos.
Por su trabajo, recibió el título de Héroe del Trabajo Socialista el 3 de abril de 1990. Después de la independencia de Uzbekistán, trabajó como asesor del Presidente de la Academia de Ciencias de Uzbekistán. 
Murió en Taskent el 18 de diciembre de 1995.

## Condecoraciones
- Héroe del Trabajo Socialista (3 de abril de 1990)
- Orden de Lenin, cuatro veces (23 de enero de 1946, 16 de enero de 1950, 15 de septiembre de 1961 y 3 de abril de 1990)
- Orden de la Bandera Roja del Trabajo, tres veces (4 de noviembre de 1944, 11 de enero de 1957 y 9 de septiembre de 1971)
- Orden de la Insignia de Honor (1 de marzo de 1965)
- Orden de la Revolución de Octubre (3 de octubre de 1975)
- Medalla de los Trabajadores Distinguidos (6 de noviembre de 1951)
- Orden del Mérito Sobresaliente (2002)
- Premio Stalin (1948)
- Premio Estatal Biruni (1967)
- Trabajador Honorario de Ciencia y Tecnología de la RSS de Uzbekistán (1960)[5]